# Low Jack
Philippe Hallais, alias Low Jack, est un compositeur de musique électronique et DJ français né en 1985 à Tegucigalpa (Honduras). Il vit et travaille actuellement à Paris.
Il évolue depuis quatre ans au sein du paysage électronique contemporain, mêlant une musique club avec des sonorités plus expérimentales. Il investit, en live comme en DJ set, aussi bien des discothèques que le réseau, plus confidentiel, des festivals d’art numérique.

## Biographie
Low Jack a débuté via une série d’EPs de dance music qui attirèrent l'attention de la communauté DJ, Slow Dance ayant notamment été classé numéro 1 sur Clone.nl. Chacun de ces premiers disques (Slow Dance, Free Pyjamas, Like It Soft et Flashes) montre une diversité de sa palette, depuis une électro façon Egyptian Lover vers une techno plus sombre et tendue, en appliquant toujours une touche « chanson » à la musique fonctionnelle.
Son premier LP, Garifuna Variations, est sorti en 2014 sur le label dance L.I.E.S. (New York). Produits dans le sillage d’une performance live initiée par le Musée du Quai Branly et le festival Les Siestes Électroniques, les enregistrements rassemblent les contes et les sons imaginaires des Garifunas, un peuple du Honduras qui n’est que très peu documenté. Le résultat mêle des archives sonores ethnographiques à une musique industrielle.
La même année, il tourne en France comme DJ. Sa technique mêle les apports du mixage hip-hop avec une approche plus expérimentale, des grooves insolites étant provoqués par le passage de disques à la mauvaise vitesse. En 2014 également, le GRM de l’Ina l’a invité à jouer à l’occasion de l’anniversaire de l’institution. 
L’année 2015 a débuté avec la sortie, sur The Trilogy Tapes (Londres), d’Imaginary Boogie. Son deuxième album Sewing Machine est sorti sur In Paradisum (Paris),,,). Selon Philip Sherburne, journaliste chez Pitchfork, « parmi les producteurs qui émergent de la communauté techno expérimentale, Low Jack (alias Philippe Hallais) est l'un des plus prometteurs. »
Low Jack est ensuite sélectionné dans le cadre de SHAPE, programme culturel financé par l’Union européenne, reposant sur le vote des programmateurs de festivals éminents et visant à encourager le développement de nouveaux talents. Il s’ensuivit une tournée de plus de 25 dates, incluant notamment des apparitions remarquées aux festivals CTM et Unsound, ainsi qu’au Berghain. Après avoir été le premier artiste invité aux Red Bull Studio Paris Sessions, il a joué lors de la clôture de la Red Bull Music Academy en novembre 2015.
Il a également fondé son propre label, Éditions Gravats, qu’il co-dirige aujourd’hui avec Jean Carval. Son dernier album en date, Lighthouse Stories, est sorti le 1er avril 2016 sur Modern Love (Manchester).